# Tenuta Quassolo
Tenuta Quassolo este o arie protejată (arie specială de conservare — SAC, sit de importanță comunitară — SCI) din Italia întinsă pe o suprafață de 35 ha, integral pe uscat.

## Localizare
Centrul sitului Tenuta Quassolo este situat la coordonatele 44°22′07″N 8°16′28″E / 44.368611°N 8.274444°E.

## Înființare
Situl Tenuta Quassolo a fost declarat sit de importanță comunitară în iunie 1995 pentru a proteja 58 de specii de animale. Situl a fost protejat și ca arie specială de conservare în aprilie 2017.

## Biodiversitate
Situată în ecoregiunea mediteraneană, aria protejată conține 4 habitate naturale: Păduri aluvionare cu Alnus glutinosa și Fraxinus excelsior (Alno-Padion, Alnion incanae, Salicion albae), Păduri de Castanea sativa, Păduri de stejar alb estice, Fânețe de joasă altitudine (Alopecurus pratensis, Sanguisorba officinalis).
La baza desemnării sitului se află mai multe specii protejate:
- păsări (57): pițigoi codat (Aegithalos caudatus), ciocârlie-de-câmp (Alauda arvensis), pescăruș albastru (Alcedo atthis), lăstunul mare (Apus apus), stârc cenușiu (Ardea cinerea), cucuvea (Athene noctua), șorecarul comun (Buteo buteo), caprimulg (Caprimulgus europaeus), sticlete (Carduelis carduelis), Certhia brachydactyla, florinte (Chloris chloris), porumbel gulerat (Columba palumbus), cioară neagră (Corvus corone), prepeliță (Coturnix coturnix), cuc (Cuculus canorus), pițigoi albastru (Cyanistes caeruleus), lăstun de casă (Delichon urbicum), ciocănitoare pestriță mare (Dendrocopos major), măcăleandru (Erithacus rubecula), vânturel roșu (Falco tinnunculus), cinteză (Fringilla coelebs), Fringilla montifringilla, gaiță (Garrulus glandarius), capîntortură (Jynx torquilla), sfrâncioc roșiatic (Lanius collurio), câneparul (Linaria cannabina), privighetoare (Luscinia megarhynchos), codobatură galbenă (Motacilla alba), codobatura galbenă (Motacilla flava), muscar sur (Muscicapa striata), grangur (Oriolus oriolus), pițigoi mare (Parus major), vrabie (Passer domesticus), vrabie de câmp (Passer montanus), pițigoi de brădet (Periparus ater), codroșul de pădure (Phoenicurus phoenicurus), pitulice de munte (Phylloscopus collybita), ciocănitoarea verde (Picus viridis), brumăriță de pădure (Prunella modularis), mugurarul (Pyrrhula pyrrhula), aușel sprâncenat (Regulus ignicapilla), aușel cu cap galben (Regulus regulus), mărăcinar negru (Saxicola torquatus), sitar de pădure (Scolopax rusticola), cănăraș (Serinus serinus), țiclete (Sitta europaea), scatiu (Spinus spinus), turturică (Streptopelia turtur), huhurez mic (Strix aluco), graur (Sturnus vulgaris), silvie cu cap negru (Sylvia atricapilla), pănțărușul (Troglodytes troglodytes), sturzul viilor (Turdus iliacus), mierlă (Turdus merula), sturz-cântător (Turdus philomelos), sturz (Turdus pilaris), pupăză (Upupa epops)
- mamifere (1): liliacul mare cu potcoavă (Rhinolophus ferrumequinum)

Pe lângă speciile protejate, pe teritoriul sitului au mai fost identificate 3 specii de plante, 1 specie de mamifere.